# Saint-Amand (Pas-de-Calais)
Saint-Amand ist eine französische Gemeinde mit 119 Einwohnern (Stand 1. Januar 2022) im Arrondissement Arras des Départements Pas-de-Calais. Sie liegt im Kanton Avesnes-le-Comte und ist Mitglied des Kommunalverbandes Campagnes de l’Artois. Dessen Einwohner werden Saint-Amandinois genannt.
|            | La Herlière | Humbercamps         |
| Gaudiempré | Kompass     | Pommier             |
| Hénu       | Souastre    | Bienvillers-au-Bois |

## Sehenswürdigkeiten

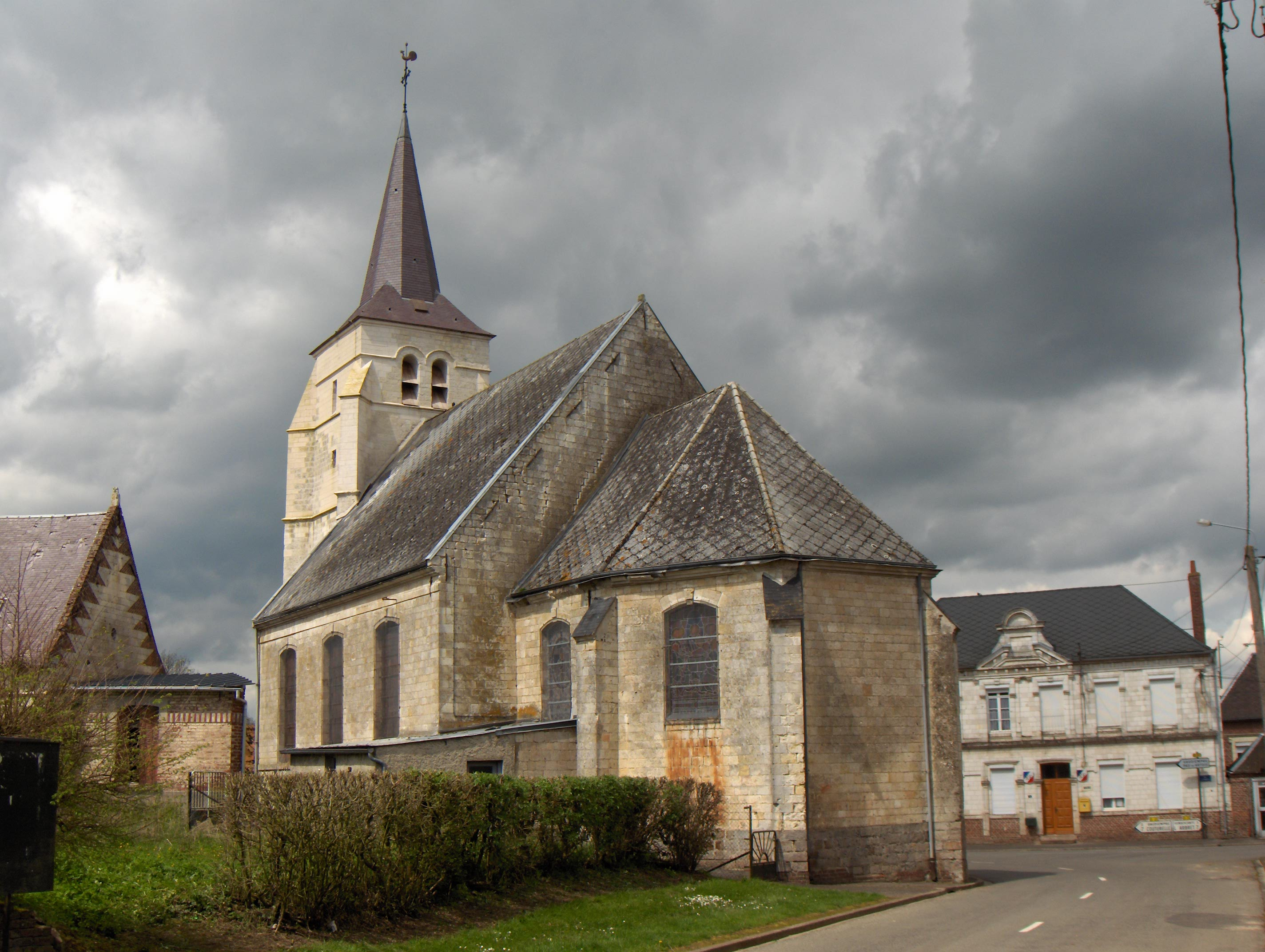
Kirche Saint-Amand